# 萌學園5異界對決
《萌學園五異界對決》，2013年台灣兒童劇，巨宸製作有限公司製作，由夏宇童、李昂霖、林奕勳、劉書宏、阿本、彩虹、愷樂、暉倪主演。2013年5月15日開拍，6月29日於東森幼幼台播出，採雙集連播，9月7日起（第21集）更為每週播出1集。于同年12月10日杀青。12月27日舉辦殺青酒會。

## 播出時間

### 首播
| 頻道               | 所在地 | 播映日期                               | 播出時間        |
| ------------------ | ------ | -------------------------------------- | --------------- |
| 東森幼幼台         | 台灣   | 2013年6月29日週六起至2014年1月11日週六 | 19：00 - 20：00 |
| 中央電視臺少兒頻道 | 中國   | 2014年1月13日週一起至2014年1月22日週三 | 13：00 - 16：00 |

## 萌騎士介紹
| 稱謂       | 駛卷使顏色 | 屬系             | 含義 |
| 奈亞公主   | 粉紅色     | 不限             | 無懼 |
| 幻之星     | 天藍色     | 超能力系         | 信任 |
| 智之星     | 金黃色     | 超能力系         | 智慧 |
| 炎之星     | 火紅色     | 自然系           | 勇敢 |
| 十之星     | 葉綠色     | 療癒系           | 犧牲 |
| 月之星     | 銀白色     | 自然系或超能力系 | 愛   |
| 蜜诺娃使者 | 橘黄色     | 不限             | 光明 |

## 電視劇歌曲
| 曲別   | 歌名       | 作詞   | 作曲   | 錄音   | 演唱者                                                    |
| 片頭曲 | 勇者的力量 | 方品傑 | 范宗沛 | 何慶堂 | 林奕勳、劉書宏、鮪魚、吳政迪、林掄元、胖虎BENN (和聲：琳) |
| 片尾曲 | 心的魔法   | 伊利莎 | 范宗沛 | 何慶堂 | 暉倪、彩虹、鮪魚、吳政迪(和聲：琳)                        |

## 特別小組
【彗星小組】
因隕石危機而組成的小組，目前因隕石危機解除而解散。
| 成員     | 介紹           |
| 小芙蝶   | 彗星偵測組     |
| 帕滑落地 | 彗星導向組     |
| 潼恩     | 彗星導向組     |
| 羅博高   | 彗星攻擊組     |
| 維多利亞 | 彗星攻擊組     |
| 大甜甜   | 彗星療癒支援組 |
| 思若冰   | 彗星療癒支援組 |
| 甲上星   | 彗星偵測組     |
| 蓓塔     | 彗星偵測組     |

【奈亞搜救隊】
為拯救奈亞公主（帝蒂娜）所組成的搜救隊，因帝蒂娜的安全回歸和她奈亚公主使命的完成以及奈亚公主图腾消失，自动解散。
| 成員   | 介紹                                 |
| 帝蒂卡 | 帝蒂娜的哥哥，奈亞搜救隊隊長         |
| 羅博高 | 星系學顧問，新任萌學園校長           |
| 艾瑞克 | 學生會前會長，现任幻之星及萌骑士隊長 |
| 謎亞星 | 現任智之星                           |
| 爓王   | 学生会新任会长，现任炎之星           |
| 小芙蝶 | 卸任蜜諾娃使者                       |
| 潼恩   | 现任月之星                           |
| 傑西   | 極光族，清潔溜溜公司職員             |
| 甲上星 | 精靈族，精靈防衛隊隊員               |
| 猴塞雷 | 精靈族，精靈防衛隊隊長               |

## 道具
| 道具                   | 說明 | 備註 |
| 太陽                   | 萌學園的裝飾品，同時亦是校徽。 | 第35集中萌學園失守，被陰森女王變成培養闇黑勢力的陰森學園校徽。 |
| 駛卷使                 | 是夸克族人的魔法力量。 | 道具名字取於音譯「Strength」(力量)。 |
| 极光輻能               | 是极光族人的魔法力量。 | 来源广泛，能量巨大。可造成輻能感染，危害也巨大。 |
| 魔術方塊               | 是謎亞星的特徵。 | |
| 貓頭鷹                 | 鷹仔，帕主任肩上的動物。 | |
| 终极（暗黑）索雷伊聖劍 | 萌騎士及奈亞公主打敗闇黑大帝的重要道具。曾经由黑魔王黑化后变黑，不能被蜜诺娃（小芙蝶）使用命运之轮召回。                                       | 变黑后再经过极光辐能炼制后，可以吸收存储复制别人魔法能量。可以使黑魔王会用和别人一样的魔法。在27集时被阴森女王拿到手后，再与5颗灵石结合一并融入阴森女王的身体里。在38集时，被萌骑士合力净化复原。 |
| 蜜諾娃水晶             | 蜜諾娃專用的道具。 | 可永恆感應奈亞的能量，獨一無二，從不出問題。 |
| 解憂草                 | 重度輻能感染的唯一解藥。成分包括：笑菇、歡樂笑声、開心回憶、七葉幸運草。                                                                       | 極光族的道具。種子在地球北極找的到。 |
| 去憂石                 | 可治療輕微的輻能感染。 | 極光族的道具。 |
| 七葉幸運草             | 可以舒緩重度輻能感染的症狀。 | 解憂草成分之一。 |
| 輻能光彈               | 使用極光輻能製造的武器。 | 被打到會造成5級感染，黑魔王和奈亚公主2号使用过。 |
| 魔法急凍盒             | 用來製造人工的極冰能量。 | 畢程商行的道具。 |
| 魔法增輻器             | 可以增強魔法能力。 | 畢程商行的道具，畢程所願送給爓王的戒指和送給陶喜兒的手套都是，但戒指中藏有微量輻能。 |
| 魔偷眼                 | 黑魔王監控萌學園的工具。 | 畢程商行曾经研發的產品，其实是已經完成好一陣子了。 |
| 传输小书               | 黑魔王秘制道具，使用之前无其他人知道。有视频语音通讯，接受显示黑魔王发出的文字消息，心灵感应，空间传输的功能。不可随意翻动，以免被黑魔王控制。 | 傑西和陶喜兒使用過，傑西和帝蒂卡各有一本。 |
| 黑魔王戒指             | 黑魔王手上戴的戒指，具有吸收储存转移魔法能量，防御魔法攻击，克隆制造形体。甚至可能还有让黑魔王可以复制并且立刻学会使用别人魔法的功能。         | 由它制造的奈亚公主2号也使用过。 |
| 顯影粉                 | 隱形的畢程商行道具得用此道具才得以用肉眼看見，还可以让使用隐藏粉隐形的人现行。功能与隐藏粉相反。                                               | 畢程商行產品。 |
| 隱藏粉                 | 可讓物體隱形的道具，也可以让使用隐藏粉的人隐形，使得别人不能通过肉眼看见。功能与显影粉相反。                                                   | 畢程商行產品。 |
| 辐能防护器(金陽光)     | 名為：金陽光，可抵抗輻能的道具。成分為陽光子、封印水晶、解憂草、華麗火焰。需要高深冶炼魔法进行炼制。                                           | 黑魔王秘制道具，使得不是极光族的黑魔王不怕极光辐能。此道具是辐能防护器具的基础版。 |
| 魔法能量收集器         | 可以將魔法能量取出，在進行其運用。 | 羅博高在製造假的帝帝娜光球時使用過。 |
| 極光史記               | 其中記載了極光族的重要歷史，包括:極光之地的座标。                                                                                              | 由極光族長老輪流保管。 |
| 慧星小組徽章           | 組員彼此聯繫及往返魔法平台的工具。 | |
| 輻能感染處理手冊       | 由極光族流傳下來，內容是針對輻能感染的症狀說明及處理方式。                                                                                     | |
| 綠水晶                 | 從歐趴身上分離出的十之星能量。 | 是瑪雅在清理存輻室時撿到的。 |
| 反彈吸收器             | 吸收外界能量的工具。 | |
| 拍立收                 | 只要對著物體拍照，該物體就會被收到相機裡。 | |
| 魔鬪球                 | 本次學生會長競選比賽(第12集)的道具。 | |
| 奈亞結晶               | 歷屆奈亞公主犧牲後，她們的靈魂會化為結晶，回到萌學園。                                                                                         | |
| 魔法預言書             | 夸克版的预言书是夸克族的预言书，长期由夸克族使用的，主要是預言萌騎士的誕生和殞落（失去資格），也是結界監測系統。                               | 更換過三次，有着特殊的秘密（最初是普通魔法历史书，在某次闇黑族与夸克族对战中吸收两族能量后，有了预言的能力。先是成为闇黑族的闇黑预言书，把闇黑能量封印后变成夸克族的魔法预言书）。曾经被阴森女王拿到手后，在第32集时被改造成闇黑预言书！在第38集时，被萌骑士合力净化修复成魔法预言书。顺便把自己曾经在被改造成闇黑预言书期间漏说的预言一并说出来。預言「相生相滅 相生相滅，萌騎士能量 闇黑靈石，有一則一 若無全無」。 |
| 闇黑預言書             | 闇黑版的预言书是闇黑族的預言書，它总是做出对夸克族不利的预言！                                                                                 | 夸克族的预言书经阴森女王改造成为闇黑族的預言書（32集），在31集结尾的預告中陶格長老說到了闇黑族的預言書已出現。在第38集时，被萌骑士合力净化成魔法预言书。 |
| 無限鏡                 | 可將物體隱藏，也可將物體現形。 | 極光族的道具，需要極光族才可使用。 |
| 校長權杖（貓頭鷹權仗） | 是萌學園每任校長的特徵。似乎可輔助攻擊。 | |
| 古狗                   | 聯繫萌學園的工具，和臉書同步更新。 | 更換過一次，在29集時假裝故障。 |
| 魔磁能源棒             | 古狗的動力來源。 | 畢程商行的道具。能量極其不穩定，稍有不慎就會引發災難。 |
| 魔法留影盒             | 用于记录播放短时间的影像声音的盒子。 | 畢程商行產品。 |
| 销毁球                 | 施加魔力后变成"火球"。可用于销毁物品。 | 达诺长老销毁假“极光史记”时，用到的。 |
| 辐能防护盾             | 可抵抗輻能的道具。 | 大甜甜老师制作的道具，金阳光加入去忧石的升级版。使得不是极光族的魔法族群不怕极光辐能。容易受损，可抵挡较低强度與较低次数的辐能攻击。 |
| 黑魔王披风             | 有抵抗辐能，空间传的功能，具体成分及制作方法不详。                                                                                             | 黑魔王随身专用道具，可能是由多种道具组合成的。对辐能的抵抗能力和其它功能不详。在27集時被萌騎士們的持续多次合体强力攻击后破壞。 |
| 輻能光炮               | 使用極光輻能製造的武器。 | 被打到會造成4級感染，杰西使用过。 |
| 精灵族手环             | 有空间定位、瞬间传输、影音记录。可播放暂停影音，并查看映像细节。容量超级大，使用了近200年，还没有满过。                                        | 每个精灵族的人随身必备道具，曾借给夸克族的萌骑士使用过。 |
| 蜜諾娃手鐲             | 可以進行瞬間傳輸。 | 卸任後仍可使用。 |
| 极光封印小盆景         | 是“极光封印”的缩小版，封印着数量可观“极光辐能”。                                                                                               | 在第28集时，阴森女王迫使玛雅将外形是“参天大树”的“极光封印”变成小号“盆景”，现已是阴森女王手上的“收藏”，成为她每天睡觉休息的“床”。阴森女王需要每天晚上在“床”上睡觉休息补充能量。在第34集被发现时，已经枯萎！ |
| 极光地图               | 极光族制作的“大地图”，有储存物品道具的功能 | 一直在清洁溜溜公司的墙上。为了防止被阴森女王丢掉，曾经被玛雅偷偷藏了起来。 |
| 阴森女王大头照         | 阴森女王本人“年轻时候”的照片。 | 照片后面掩盖的秘密似乎已被大甜甜老师发现！ |
| 极光笔记本             | 极光族使用过的笔记本 | 玛雅翻看到笔记本中夹有达诺长老的照片。 |
| 炫冰套                 | 可以加倍能量，但不會改變能量！ | 專屬陶喜兒使用。 |
| 記憶珍珠               | 可封存人的记忆 | 曾用於大甜甜老師。 |
| 記憶宝石               | 每一个记忆宝石只可以储存少量记忆资料 | 由于数量比较多，想找合适的记忆资料比较费时！ |
| 反噬镜                 | 镜中世界非常混乱， 可吞噬照者的魔法能力，且鏡中世界與現實世界完全相反。                                                                        | 一般人进去就很难出来。阴森女王在第35集时，想利用此物夺取萌骑士的能量！潼恩、謎亞星、爓王推測反噬鏡中的世界是因為受到時空裂縫影響出現類似萌學園的未來世界。 當進入反噬鏡，萌騎士的圖騰便無法收回萌騎士能量。 |
| 封印能量管             | 由陶格長老研究與改造，可封印闇黑能量，也可搭配萌騎士的淨化魔法淨化闇黑能量。                                                                   | 存放於校史室，因能量尚未完全，所以陶格長老不曾告訴大家；於38集被用來淨化在預言書及索雷伊聖劍裡的闇黑能量。 |
| 思若冰笔记本           | 專屬思若冰使用的筆記本。 | 有人受傷時可使用的筆記本，裡面也详细记录有身为療癒系的思若冰关于人受到魔法傷害時的疗癒方法（疗癒魔法或者药丸来进行疗癒，不过药丸的配方除了思若冰本人外，目前还没有其他人可以看得懂）。 |
| 急救箱                 | 通常放在萌学园保健室的急救箱，大甜甜老师多次使用过。里面常备有多种类型，不同规格的急救药品                                                     | 小芙蝶曾在第37集為了救思若冰，在非常紧急情况下，用里面药品在陶格长老指导下配制一个成分,步骤正确，但是成分药品用量不合适的，疗癒药效变慢的“疗癒珍珠丸”。 |
| 变身金币               | 使用“变身咒”造“替身”时的重要道具。 | 与“变身咒”配合使用，可以将真人或是人形玩偶变成指定的人物的“替身”。 |

## 地點
| 地點               | 說明                                                                                        | 備註 |
| 萌學園             | 所有夸克族學生學校。                                                                        | 有分東.南.西.北.總萌。 |
| 總萌               | 萌學園總校(本劇場景所在地)。                                                                | |
| 北萌               | 萌學園北方分校。                                                                            | 歐莉安所在地，歐趴駛卷使耗竭症發作時被帶到此處治療。 |
| 南萌               | 萌學園南方分校。                                                                            | 羅博高教授（校長）、思若冰.潼恩和無言(第四季提及)原本待的學校。 |
| 東萌               | 萌學園東方分校。                                                                            | 司徒朗校長、歐趴（歐思麥趴）和炫鋼原本待的學校 |
| 西萌               | 萌學園西方分校。                                                                            | 歐斯蓋達校長和爓王原本待的學校。 |
| 辦公室             | 所有老師休息和聊天的地方。                                                                  | |
| 教室               | 所有學生上課的地方，分理科和術科。                                                          | |
| 魔法練習場         | 所有人練習魔法的場所。                                                                      | 第14集爓王練習魔法、吃冰淇淋，就是在那裡。 |
| 校長室             | 校長休息的地方，魔法預言書放置於此。                                                        | |
| 學生男生宿舍       | 所有萌學園學生的男生的宿舍。                                                                | 禁止女生同學.老師進入。 |
| 學生女生宿舍       | 所有萌學園學生的女生的宿舍。                                                                | 禁止男生同學.老師進入。 |
| 老師男生宿舍       | 所有萌學園老師的男生的宿舍。                                                                | 禁止女生老師.同學進入。 |
| 老師女生宿舍       | 所有萌學園老師的女生的宿舍。                                                                | 禁止男生老師.同學進入。 |
| 戰情室             | 之前彗星攻擊萌學園時，彗星小組開會及觀測隕石動向的地方，同時具有監控、警示…等功能。         | 第39集時遭到阴森女王破壞，目前已修復。 |
| 極光之地           | 當極光輻能累積到一定程度後，將直接送往此處，同時也是極光封印所在地。 （页面存档备份，存于） | 座標位置：A469 L312 K735(在27集時發生大爆炸後移動至太陽系內(新座標位置：T45 U23 C30))。在27集時暂时消失，在第28集时，被阴森女王占领，暂时成为闇黑族的地盘。阴森女王得到极光封印小盆景后，带着自己的手下以及控制着杰西玛雅离开了这里。欧趴在第33集时想把这里改造成极光族安家的地方。经过努力，欧趴已在第39集时将此地成功的改造成极光族的家园，并且得到了极光族的认可。 |
| 夸特諾基地         | 萌學園在地球的基地。                                                                        | 由陶格長老、亮晶晶等人留守。謎亞星最初就是掉在這裡。在第29集時被陰森女王等人占領。 |
| 清潔溜溜公司       | 極光族開設的公司，清潔用途。裡面的大地圖密室內存放著許多東西。                              | 歐趴最初就是掉在這裡的存輻室內。在一場誤會後(第25集)，達諾長老打算將此地關閉。在27集时，由陶格长老和艾瑞克共同将此地暂时关闭。在第28集时，由杰西将此地重新开启。把玛雅和阴森女王为首的闇黑族也一同帶到這裡。阴森女王嫌这里又小又破。 |
| 魔法平台           | 之前彗星攻擊萌學園時，彗星小組擊破或導向隕石的地方。                                        | 這裡曾發生轟天爆。 |
| 穿堂               | 萌學園的穿堂。                                                                              | 艾瑞克最初就是掉在這裡。 |
| 保健室             | 是學生與老師的醫院                                                                          | 本季陶喜儿曾在这里使用魔法“寒冰封”冰封玛雅。陶格中了“阴森女王血腥毒藤蔓”后，也曾这里接受过疗癒。 |
| 校史室             | 每學期都會換地方。                                                                          | 只有會長.隊長.老師層級以上人物才會發現隱藏處 |
| 存輻室             | 儲存極光輻能的地方。                                                                        | 位於清潔溜溜公司內部。 |
| 飄渺之地(飄渺空間) | 一般人進去就出不來了。                                                                      | 謎亞星和帝帝卡被放逐到此地，但又被謎亞星的新魔法-真心術破壞。(第25集) 在第31集时，玛雅和无天也曾经掉入此地！ 內有磁場風暴。 |
| 大禮堂             | 萌学园的大礼堂                                                                              | 萌学园有许多重要的活动都在这里举办。 |
| 魔幻空间           | 一个由阴森女王魔法幻化的空间。                                                              | 进去之后只能等设定的时间到了才能出来！ |
| 夸克星             | 夸克族赖以生存的地方。                                                                      | 在第13集时提到：艾格尼丝已经被她的家人安全接到此处，说明她还活着。 失去了“月之星”能量，她身体上的“月之星”图腾已经消失。到本季结束为止她仍未现身，只是在结尾回顾中出现过。 阴森女王不满足于在地球上的“生活”，杰西竟然想要占领此处。（第30集） |
| 陰森學園           | 位於魔幻空間                                                                                | 阴森“老师”教夸克族的人成为“阴森骑士”的地方！（第32集） |
| 图书馆             | 萌学园的图书馆                                                                              | 萌学园的学生们在这里使用“捆捆束缚咒”将阴森女王的部下们制服！（39集） |

## 萌學園現況
无天说：“闇黑族有许多支系，自己是被迫成为阴森女王的奴隶……，并被闇黑族教导，夸克族是恐怖的种族……”。从她的话可推测出两族之间一定存在重大的误解。 （第31集）
魔法预言书（原本是普通的魔法历史书，在吸收闇黑夸克两族能量后成为了魔法预言书。在一次大战中闇黑族将闇黑预言书遗落。夸克族得到后将闇黑力量封印后成为夸克族预言书，最后因闇黑灵石能量而变成闇黑预言书）预言炎之星能量在夸特诺且炎之星即将诞生，阴森女王让阿珐和玛雅去夸特诺，能量出现并跑到了玛雅的体内。回到阴森皇宫后阴森女王让手下攻击玛雅，能量跑出玛雅身体被阴森女王吸收。帕主任用一些言语让大甜甜老师的阴森枯萎花印记自动消失。阴森女王对帝蒂卡、炫钢、爓王、陶喜儿下枯叶印记。 （第32集）
阴森女王让爓王攻击最讨厌的人，这个人就是帝蒂卡（倒不是炫鋼）。后来爓王为了救帝蒂卡、炫钢、陶喜儿，而中毒藤蔓的毒而死亡。在得到阿珐送的“记忆珍珠”后，大甜甜老师因而想起阴森女王弱点，但罗博高校长认为其背后是个陷阱，大甜甜使用后想起了当时被取出的记忆，阴森女王知道阿珐做出冒牌的珍珠，最后让阿珐死亡消失（其实是被封印起来）。炎之星能量跑出阴森身体，爓王再次重生而成为炎之星。谜亚星独自前往阴森皇宫，被阴森女王发现且被下枯叶印记，并取出了智之星能量及丢进反噬镜。闇黑预言书预告：‘萌骑士将陷入反噬镜，抢夺萌骑士能量的时机再现’。 （第33—34集)
阴森女王假扮成谜亚星潜入萌学园控制爓王和潼恩，并取出两星能量将其推入反噬镜。阴森女王召集闇黑军团和辐能小兵占领萌学园改为“阴森学园”，且抓许多人作为人质。目前所有人都在夸特诺商讨对策，长老会派出了老兵-大军前往夸特诺协助。（第35集）
为调查反噬镜下落，艾瑞克与猴塞雷潜入萌学园，不料被阴森女王发现，把艾瑞克丢进并破坏了反噬镜。反噬镜里的反向世界里，当时的艾瑞克遭到阴森女王攻击而死。最后所有人攻击击败了阴森女王。 （第36集）
阴森女王从帕主任口中逼问出利用三星可召唤出‘幻之星’。而在反向世界，大家知道了阴森女王原本是一个普通星球上的一块普通石头，被闇黑大帝赋予了轮回的力量后，开始了多次战斗与轮回，这时的阴森女王早已厌倦无休止的战斗轮回，希望可以过上平静的生活！谜亚星提议：回到现实世界后想办法净化阴森女王，改变闇黑大帝当时设定，使她能终止轮回，让这一切不会发生！ 众人合力加倍，使艾瑞克用瞳术破坏反向世界。三星能量全都回到萌骑士体内，幻之星能量最终跑到艾瑞克身上而使他成为“幻之星”。潼恩使用月之星能量解除所有人枯叶印记，但阴森女王抓住陶喜儿，所有人都非常紧张（尤其是最在乎她的爓王、陶格长老）陶格长老则奋力阻挡使自己中了“阴森血腥毒藤蔓”，而阴森女王也因为众人攻击最后消失，虽然消失了，但是她的闇黑能量依然可以继续入侵萌学园！帝蒂娜被闇黑能量击中，经欧趴修复后复元！……反噬镜中曾经展示的“未来世界”的萌学园状况似乎要一步步的发生……【但是一定会改变，因为等到艾瑞克离开未来世界时，未来世界的欧趴等人也消失了，说明他们的未来已被改变。】 （第37-38集）后来魔法预言书预言萌学园危机降临，阴森女王又复活了用藤蔓困住萌骑士们交出五星能量，阴森女王又获得到了五星能量，但阴森女王也却因此中了萌骑士的计，最后被萌骑士净化。被净化后的阴森女王成为萌学园的老师，萌骑士五星完成任务后正式卸任。（第39集）

## 節目內容與收視率
| 播映日期       | 集數       | 標題               | 收視率 | 備註 |
| -------------- | ---------- | ------------------ | ------ | ---- |
| 2013年6月29日  | 1          | 宇宙大爆炸         | 1.55   |      |
| 2013年6月30日  | 2          | 彗星撞校園         | 1.71   |      |
| 2013年7月6日   | 3          | 空降危機           | 1.37   |      |
| 2013年7月7日   | 4          | 物換星移           | 1.55   |      |
| 2013年7月13日  | 5          | 萌學園歸位         | 1.47   |      |
| 2013年7月14日  | 6          | 邪惡魔王的現身     | 1.66   |      |
| 2013年7月20日  | 7          | 魔法陶喜兒         | 1.42   |      |
| 2013年7月21日  | 8          | 威脅潛近           | 1.58   |      |
| 2013年7月27日  | 9          | 消失的圖騰         | 1.49   |      |
| 2013年7月28日  | 10         | 新校長選拔         | 1.72   |      |
| 2013年8月3日   | 11         | 萌學園復學         | 1.50   |      |
| 2013年8月4日   | 12         | 學生會長爭霸戰     | 1.36   |      |
| 2013年8月10日  | 13         | 猴塞雷歸來         | 1.29   |      |
| 2013年8月11日  | 14         | 尋找月之星         | 1.35   |      |
| 2013年8月17日  | 15         | 三星合體啟動月之星 | 1.17   |      |
| 2013年8月18日  | 16         | 極光史記啟動       | 1.34   |      |
| 2013年8月24日  | 17         | 極光之地           | 1.53   |      |
| 2013年8月25日  | 18         | 冰封瑪雅           | 1.42   |      |
| 2013年8月31日  | 19         | 輻能攻陷           | 1.65   |      |
| 2013年9月1日   | 20         | 十之星回歸         | 1.77   |      |
| 2013年9月7日   | 21         | 黑魔王的真面目     | 1.62   |      |
| 2013年9月14日  | 22         | 精靈之鑰           | 1.69   |      |
| 2013年9月21日  | 23         | 蜜諾娃保衛戰       | 1.85   |      |
| 2013年9月28日  | 24         | 智之星誕生         | 1.61   |      |
| 2013年10月5日  | 25         | 節節退敗           | 1.84   |      |
| 2013年10月12日 | 26         | 封印對決           | 2.03   |      |
| 2013年10月19日 | 27         | 大戰過後           | 1.57   |      |
| 2013年10月26日 | 28         | 陰森的野心         | 1.78   |      |
| 2013年11月2日  | 29         | 月之星誕生         | 1.42   |      |
| 2013年11月9日  | 30         | 預言書危機         | 1.63   |      |
| 2013年11月16日 | 31         | 預言書變臉         | 1.48   |      |
| 2013年11月23日 | 32         | 大甜甜之亂         | 1.37   |      |
| 2013年11月30日 | 33         | 爓王的殞落         | 1.59   |      |
| 2013年12月7日  | 34         | 炎之星誕生         | 1.78   |      |
| 2013年12月14日 | 35         | 萌學園失守         | 1.45   |      |
| 2013年12月21日 | 36         | 重奪萌學園         | 1.33   |      |
| 2013年12月28日 | 37         | 幻之星回歸         | 1.64   |      |
| 2014年1月4日   | 38         | 限時殺機           | 1.53   |      |
| 2014年1月11日  | 39         | 異界對決           | 1.81   |      |
| 平均收視率     | 平均收視率 | 平均收視率         | 1.56   | -    |

- 由潤利公司調查。
- 排名頻道：（有線+數位有線）25頻道
- 收視率括號內為周日18~20[註 1]、20~22[註 2]重播收視率

## 外部連結
- （繁體中文）萌學園官網 （页面存档备份，存于）
- （繁體中文）萌學園官方的Facebook專頁
- （繁體中文）YouTube上的萌學園官方頻道

## 作品變遷
| 東森幼幼台 週六 19:00 - 20:00                    | 東森幼幼台 週六 19:00 - 20:00                     | 東森幼幼台 週六 19:00 - 20:00 |
| ------------------------------------------------ | ------------------------------------------------- | ----------------------------- |
|                                                  | 萌學園五異界對決 （2013年6月29日－2014年1月11日） |                               |
| 萌學園四時空戰役 （2012年8月11日－2013年3月2日） | 萌學園六復活之戰 （2014年8月9日－2014年12月20日） |                               |

| 中央電視臺少兒頻道 每日13:00~16:00 4集連播 | 中央電視臺少兒頻道 每日13:00~16:00 4集連播                | 中央電視臺少兒頻道 每日13:00~16:00 4集連播 |
| ------------------------------------------ | --------------------------------------------------------- | ------------------------------------------ |
|                                            | 優秀兒童劇-萌學園 第五季 （2014年1月13日－2014年1月22日） |                                            |
| —                                          | —                                                         |                                            |

## 外部連結
- 萌學園官網 （页面存档备份，存于）
- 萌學園官方的Facebook專頁
- YouTube上的萌學園官方頻道